# Ducati Cucciolo
Il Ducati Cucciolo è stato un micromotore e un bicimotore monocilindrico prodotto dalla Ducati dal 1945 al 1958 su telaio tubolare speciale della Caproni, inizialmente prodotto su licenza SIATA.

## Storia

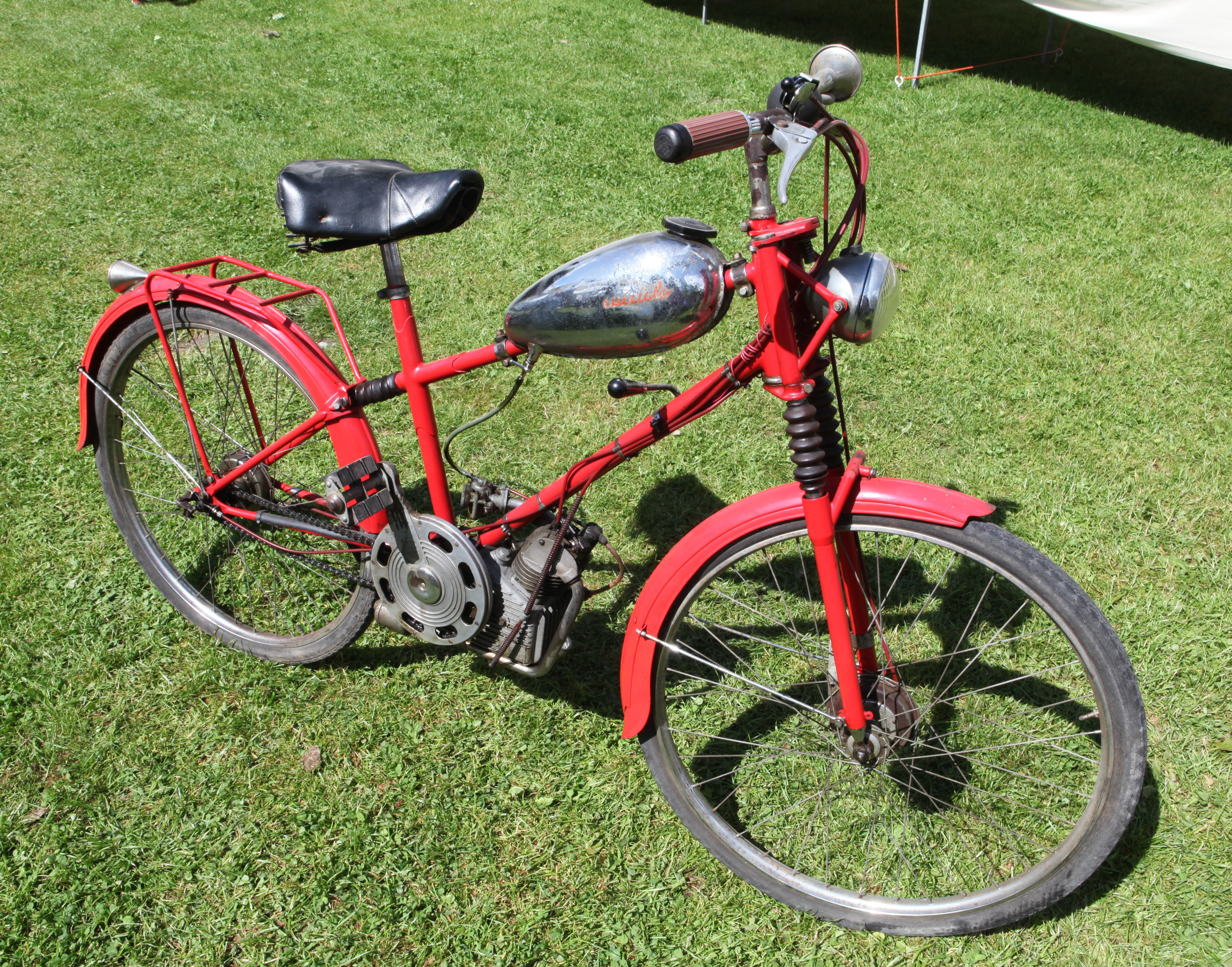
Un Ducati Cucciolo T2

Nel 1943 il progettista Aldo Farinelli sviluppò un prototipo di motore ausiliario da montare su una bicicletta, così nacque il Cucciolo che venne prodotto inizialmente dalla SIATA. Il Cucciolo permise alla SIATA (acronimo di Società Italiana Applicazioni Tecniche Auto-Aviatorie) di Torino di riprendere la produzione già nel luglio del 1945, il motore venne ufficialmente presentato alla Fiera di Torino il 25 luglio 1945 incomincia la produzione, il Cucciolo viene venduto al prezzo di 4.000 lire (circa 140 euro).
L'elevato numero di richieste arrivate alla SIATA costrinse l'azienda a trovare a un'azienda per produrre il Tipo 1 su licenza il Cucciolo, dato che non riusciva più a sopperire la forte richiesta del micromotore, venne scelta la Ducati che allora produceva ancora soprattutto apparecchiature radiofoniche e antenne radio e aveva ricevuto la richiesta dall'IRI di cominciare una produzione di ciclomotori, l'occasione per far partire la produzione arrivò proprio grazie al Cucciolo. Nel marzo 1946 uscirono, così, i primi dieci motori Cucciolo Tipo 1 costruiti su concessione SIATA e ufficialmente presentato nel settembre dello stesso anno alla Fiera Campionaria di Milano dalla Ducati.
Nello stesso anno la Ducati migliorò il "T1", realizzando il suo primo progetto originale, il modello "T2", con importanti miglioramenti, quali la testa modificata e la potenza aumentata. Viene prodotta anche una versione sportiva che raggiunge i 60 km/h. Nel biennio 1947-1948 la produzione arrivò nello stabilimento di Borgo Panigale fino a 240 unità al giorno. Nel 1948 nacque il modello T3, il primo interamente progettato dalla Ducati e dotato di importanti miglioramenti, come il cambio a tre marce e di una valvola lubrificata a grasso racchiusa in un carter.
Nel 1949 incominciò la produzione del ciclomotore vero e proprio, infatti il micromotore venne montato su un telaio tubolare con sospensione posteriore costruito dalla Aeroplani Caproni Trento di Rovereto (TN), filiale dalla Caproni, che continuò la collaborazione con la Ducati anche dopo la chiusura della Caproni l'anno dopo, lo stabilimento trentino invece chiuse nel 1962. Il nuovo modello prese nome della T3 e fu il "prototipo" per la prima moto vera e propria della Ducati, la Ducati 60, il Cucciolo uscì di produzione nel 1958 dopo ben 13 anni di produzione e oltre 100.000 esemplari prodotti.
Nel 1947 un Cucciolo partecipò al Circuito di Viareggio; sempre un Cucciolo un nel 1949 riuscì a percorre interamente la Parigi-Tokyo e nel 1950 un Cucciolo partecipò al Record di velocità 50cc al Circuito di Monza.

## Curiosità
- Il Cucciolo compare nei film Pane, amore e fantasia del 1953 utilizzato da Vittorio De Sica, La legge del 1959.

- L'azienda Italwin tuttora produce sotto brand Ducati una bicicletta a pedalata assistita alimentata con batterie al litio prodotte dalla Panasonic, il modello è chiamato Cucciolo in onore del ciclomotore di grande successo degli anni quaranta e cinquanta[4][5].